# Dornstetten (Unterdießen)
Dornstetten ist ein Ortsteil der Gemeinde Unterdießen im oberbayerischen Landkreis Landsberg am Lech.

## Geografie
Das Kirchdorf Dornstetten liegt circa drei Kilometer östlich von Unterdießen auf einer Schotterterrasse des Lech.
Die spätgotische Filialkirche St. Gangolf wurde 1478 von einem Meister Veit aus Landsberg errichtet.
Nördlich von Dornstetten befindet sich der Standortübungsplatz der Landsberger Garnison der ehemalige Lechrain-Kaserne.
Östlich des Kirchdorfes befindet sich die Lechstaustufe 13 – Dornstetten.

## Geschichte
Dornstetten wird erstmals 1471 als Daerenstetten erwähnt.
Dornstetten gehörte zum Landgericht Schongau des Kurfürstentums Bayern und war Bestandteil der Reichsritterschaftlichen Herrschaft Unterdießen/Waal.
Am 1. März 1925 wurde die bis dahin selbstständige Gemeinde nach Unterdießen eingegliedert.

## Bodendenkmäler
Siehe: Liste der Bodendenkmäler in Unterdießen